# Härliga sommardag
Chansons représentant la Suède au Concours Eurovision de la chanson
Vita vidder
(1971) You're Summer
(1973)
Härliga sommardag (en français Belle journée d'été) est la chanson représentant la Suède au Concours Eurovision de la chanson 1972 à Édimbourg, au Royaume-Uni. Elle est interprétée par Family Four.

## Sélection
Le radiodiffuseur suédois, Sveriges Radio, organise la 12e édition du Melodifestivalen, pour sélectionner la chanson et l'artiste représentant la Suède au Concours Eurovision de la chanson 1972. Lors de cette sélection, c'est la chanson Härliga sommardag interprétée par Family Four, qui avait déjà représenté la Suède au Concours Eurovision de la chanson 1971, qui sont les gagnants.

## Eurovision
La chanson est la quatorzième de la soirée, suivant Muzika i ti interprétée par Tereza Kesovija pour la Yougoslavie et précédant Comme on s'aime, interprétée par Anne-Marie Godart & Peter McLane pour Monaco.
À la fin des votes, la chanson obtient 75 points et finit à la treizième place sur dix-huit participants.

### Points attribués à la Suède
| 10 points                                                                   | 9 points                      | 8 points                                  | 7 points                 | 6 points |
| --------------------------------------------------------------------------- | ----------------------------- | ----------------------------------------- | ------------------------ | -------- |
|                                                                             |                               |                                           | - Belgique - Yougoslavie |          |
| 5 points                                                                    | 4 points                      | 3 points                                  | 2 points                 |          |
| - Allemagne - Finlande - Irlande - Luxembourg - Monaco - Norvège - Pays-Bas | - Autriche - Malte - Portugal | - Espagne - France - Italie - Royaume-Uni | - Suisse                 |          |